# Tailgating

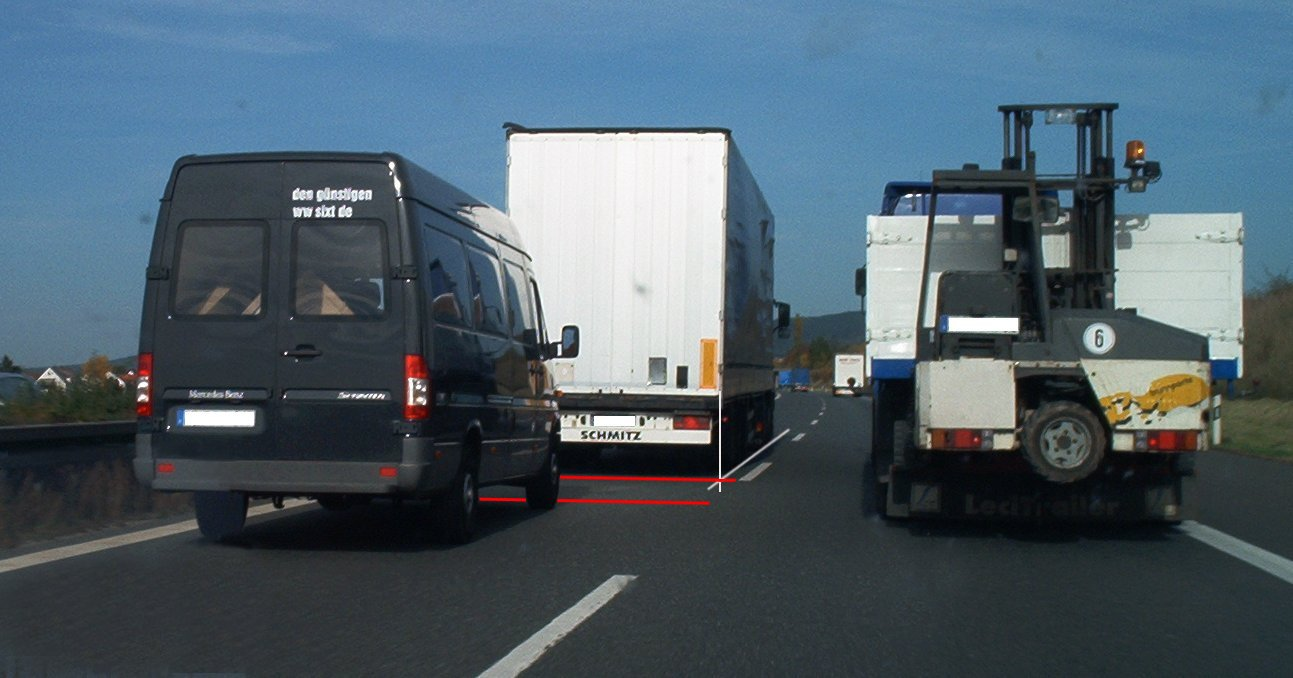
Kierowca jadący zbyt blisko samochodu poprzedzającego

Tailgating (jazda na zderzaku, jazda na ogonie) – jazda pojazdem kołowym niebezpiecznie blisko pojazdu poprzedzającego, która nie gwarantuje, że w przypadku potrzeby nagłego hamowania pojazdu z przodu, pojazd jadący za nim (tailgater) zredukuje prędkość do tego stopnia, by uniknąć zderzenia. Około 1/3 wszystkich kolizji tylnych jest spowodowana właśnie poprzez niezachowanie odpowiedniej odległości między pojazdami. 
W wielu systemach prawnych tego typu działanie jest nielegalne i podlega karze, w Polsce podlega karze od 1 czerwca 2021 roku.

## Przyczyny
Powody jazdy na zderzaku to:
- ignorowanie ryzyka związanego z taką jazdą z powodu nieświadomości zagrożenia, lekkomyślności lub niedbalstwa. Dotyczy to bardzo często osób, które uważają się za dobrych kierowców, jeżdżących na ogół bezpiecznie i starających się przestrzegać innych zasad ruchu drogowego;
- agresja drogowa. Kierowca pojazdu jadącego z tyłu chcąc zmusić kierowcę pojazdu poprzedzającego do ustąpienia mu drogi, przyspieszenia etc., może w tym celu stosować jazdę na zderzaku, połączoną czasem z „mruganiem” światłami lub używaniem klaksonu (w niektórych krajach miganie długimi światłami jest na porządku dziennym i stanowi sposób sygnalizowania zamiaru wyprzedzania). Kierowca jadący pojazdem z przodu może nie wyrazić chęci współpracy (ustąpienia z drogi), wówczas gdy wykonanie pewnych manewrów wiązałoby się z naruszeniem przepisów, np. poprzez zwiększenie prędkości w strefie, gdzie jest ona ograniczona, lub niezgodną z przepisami czy kolidującą z bezpieczeństwem zmianę pasa ruchu; co prowadzić może do eskalacji agresji. Tailgating tego typu może być również niebezpieczny dla samego tailgatera, zwłaszcza jeśli porusza on się tuż za dużym pojazdem. Jeśli pojazd prowadzący nagle zahamuje (np. w przypadku kiedy napotyka na korek, sygnalizację świetlną, chce uniknąć potrącenia pieszego itp.) istnieje bardzo wysokie ryzyko, że pojazd jadący z tyłu (tailgater) nie będzie w stanie uniknąć kolizji i uderzy w tył pojazdu z przodu;
- nieprawidłowy manewr pojazdu poprzedzającego. Kierowca takiego pojazdu może zmienić pas ruchu na pas tuż przed innym. Drugi kierowca staje się przez to tailgaterem nieumyślnie, wskutek niebezpiecznego działania pierwszego kierowcy;
- zamierzone działanie związane z aerodynamiką. Kierujący pojazdem z tyłu (tailgater), chce znaleźć się w strumieniu ogonowym (strudze powietrza za jadącym pojazdem) pojazdu z przodu (większego od własnego), by zmniejszyć zużycie paliwa. Tę technikę nazwano D-FAS (draft-assisted forced stop) — jest ona bardzo często wykorzystywana przez ludzi zwanych w krajach anglojęzycznych hypermilers (ludzi jadących w taki sposób, by w jak największym stopniu zwiększyć ekonomikę jazdy). D-FAS polega na poruszaniu się w strumieniu ogonowym większych pojazdów, gdzie opór powietrza jest dużo mniejszy, a w skrajnym przypadku na dodatkowym wyłączeniu silnika. Pomimo znaczącego spadku zużycia paliwa należy wziąć pod uwagę to, że technika ta jest ekstremalnie niebezpieczna. W przypadku D-FAS odległość między pojazdami jest bardzo mała, a ponadto z uwagi na wielkość pojazdu poprzedzającego pole widzenia kierowcy z tyłu jest bardzo ograniczone, co powoduje, że w sytuacji nagłego hamowania pojazdu z przodu, praktycznie niemożliwe jest, by tailgater zdołał wyhamować i uniknąć kolizji.

## Polskie prawo na temat tailgatingu
Prawo o ruchu drogowym zawiera odniesienia dotyczące odstępów pomiędzy pojazdami (Ust. 3a wprowadzony Ustawą z dnia 25 lutego 2021 r. o zmianie ustawy – Prawo o ruchu drogowym wchodzi w życie od 1 czerwca 2021 roku):
Oddział 3
Prędkość i hamowanie
Art. 19.
2. Kierujący pojazdem jest obowiązany: (...)
3) utrzymywać odstęp niezbędny do uniknięcia zderzenia w razie hamowania lub zatrzymania się poprzedzającego pojazdu.
3a. Kierujący pojazdem podczas przejazdu autostradą i drogą ekspresową jest obowiązany zachować minimalny odstęp między pojazdem, którym kieruje, a pojazdem jadącym przed nim na tym samym pasie ruchu. Odstęp ten wyrażony w metrach określa się jako nie mniejszy niż połowa liczby określającej prędkość pojazdu, którym porusza się kierujący, wyrażonej w kilometrach na godzinę. Przepisu tego nie stosuje się podczas manewru wyprzedzania.